# Hardwareverschlüsselung
Hardwareverschlüsselung ist ein Verfahren, bei dem eine Hardwarekomponente (Verschlüsselungshardware) Daten ohne den Einsatz von zusätzlicher Software verschlüsselt. 
Hardwareverschlüsselung wird typischerweise für interne oder externe Festplatten verwendet. Die Verschlüsselungshardware wird in diesem Fall zwischen dem Controller und der Festplatte eingebaut und verschlüsselt in Echtzeit die ausgetauschten Signale. Auf der Festplatte werden ausschließlich die verschlüsselten Daten abgespeichert. Der Zugriff auf die Daten erfordert einen Schlüssel, der zum Beispiel auf einem Token gespeichert werden kann.

## Vorteile
Die für komplizierte kryptografische Operationen benötigte Rechenleistung ist beträchtlich. Durch den Einsatz von spezieller Hardware wird die Systembelastung reduziert. Zudem ist allgemein durch spezialisierte Hardware ein Geschwindigkeitsgewinn zu erreichen. Dadurch sind (insbesondere im Echtzeitbetrieb) größere Schlüssellängen möglich.
Im PC-Umfeld bietet die Hardwareverschlüsselung erhebliche Sicherheitsvorteile gegenüber der Softwareverschlüsselung, da letztlich alle auf der CPU ablaufenden Vorgänge überwacht werden können, was zusätzliche Angriffsflächen schafft.
In Deutschland ist für die Verschlüsselung von Verschlusssachen mit dem Geheimhaltungsgrad VS-VERTRAULICH und höher zwingend eine Hardwareverschlüsselung vorzusehen.